# ساشا ألكسندر
ساشا ألكسندر (بالإنجليزية: Sasha Alexander)‏ مواليد 17 مايو 1973 في لوس أنجلوس، كاليفورنيا، الولايات المتحدة، هي ممثلة أمريكية بدأت مسيرتها الفنية عام 1997. هي أيضا منتجة أفلام.

## روابط خارجية
- ساشا ألكسندر على موقع IMDb (الإنجليزية)
- ساشا ألكسندر على موقع روتن توميتوز (الإنجليزية)
- ساشا ألكسندر على موقع ألو سيني (الفرنسية)
- ساشا ألكسندر على موقع تيرنر كلاسيك موفيز (الإنجليزية)
- ساشا ألكسندر على موقع أول موفي (الإنجليزية)
- ساشا ألكسندر على موقع قاعدة بيانات الأفلام السويدية (السويدية)
- ساشا ألكسندر على موقع إن إن دي بي (الإنجليزية)
- ساشا ألكسندر على موقع قاعدة بيانات الفيلم (الإنجليزية)
- ساشا ألكسندر على موقع كينوبويسك (الروسية)